# Ботез, Константин
|   | a | b | c | d | e | f | g | h |   |
| - | --- | --- | --- | --- | --- | --- | --- | --- | - |
| 8 | a8 чёрная ладья · d8 чёрный ферзь · e8 чёрная ладья · g8 чёрный король · a7 чёрная пешка · b7 чёрная пешка · e7 чёрная пешка · h7 чёрная пешка · e6 чёрный слон · f6 чёрная пешка · g6 чёрная пешка · h6 белый слон · a5 чёрный конь · d5 белая пешка · e4 белая пешка · d3 белый слон · f3 белая пешка · a2 белая пешка · e2 белый конь · g2 белая пешка · h2 белая пешка · a1 белый ферзь · b1 белая ладья · g1 белый король | a8 чёрная ладья · d8 чёрный ферзь · e8 чёрная ладья · g8 чёрный король · a7 чёрная пешка · b7 чёрная пешка · e7 чёрная пешка · h7 чёрная пешка · e6 чёрный слон · f6 чёрная пешка · g6 чёрная пешка · h6 белый слон · a5 чёрный конь · d5 белая пешка · e4 белая пешка · d3 белый слон · f3 белая пешка · a2 белая пешка · e2 белый конь · g2 белая пешка · h2 белая пешка · a1 белый ферзь · b1 белая ладья · g1 белый король | a8 чёрная ладья · d8 чёрный ферзь · e8 чёрная ладья · g8 чёрный король · a7 чёрная пешка · b7 чёрная пешка · e7 чёрная пешка · h7 чёрная пешка · e6 чёрный слон · f6 чёрная пешка · g6 чёрная пешка · h6 белый слон · a5 чёрный конь · d5 белая пешка · e4 белая пешка · d3 белый слон · f3 белая пешка · a2 белая пешка · e2 белый конь · g2 белая пешка · h2 белая пешка · a1 белый ферзь · b1 белая ладья · g1 белый король | a8 чёрная ладья · d8 чёрный ферзь · e8 чёрная ладья · g8 чёрный король · a7 чёрная пешка · b7 чёрная пешка · e7 чёрная пешка · h7 чёрная пешка · e6 чёрный слон · f6 чёрная пешка · g6 чёрная пешка · h6 белый слон · a5 чёрный конь · d5 белая пешка · e4 белая пешка · d3 белый слон · f3 белая пешка · a2 белая пешка · e2 белый конь · g2 белая пешка · h2 белая пешка · a1 белый ферзь · b1 белая ладья · g1 белый король | a8 чёрная ладья · d8 чёрный ферзь · e8 чёрная ладья · g8 чёрный король · a7 чёрная пешка · b7 чёрная пешка · e7 чёрная пешка · h7 чёрная пешка · e6 чёрный слон · f6 чёрная пешка · g6 чёрная пешка · h6 белый слон · a5 чёрный конь · d5 белая пешка · e4 белая пешка · d3 белый слон · f3 белая пешка · a2 белая пешка · e2 белый конь · g2 белая пешка · h2 белая пешка · a1 белый ферзь · b1 белая ладья · g1 белый король | a8 чёрная ладья · d8 чёрный ферзь · e8 чёрная ладья · g8 чёрный король · a7 чёрная пешка · b7 чёрная пешка · e7 чёрная пешка · h7 чёрная пешка · e6 чёрный слон · f6 чёрная пешка · g6 чёрная пешка · h6 белый слон · a5 чёрный конь · d5 белая пешка · e4 белая пешка · d3 белый слон · f3 белая пешка · a2 белая пешка · e2 белый конь · g2 белая пешка · h2 белая пешка · a1 белый ферзь · b1 белая ладья · g1 белый король | a8 чёрная ладья · d8 чёрный ферзь · e8 чёрная ладья · g8 чёрный король · a7 чёрная пешка · b7 чёрная пешка · e7 чёрная пешка · h7 чёрная пешка · e6 чёрный слон · f6 чёрная пешка · g6 чёрная пешка · h6 белый слон · a5 чёрный конь · d5 белая пешка · e4 белая пешка · d3 белый слон · f3 белая пешка · a2 белая пешка · e2 белый конь · g2 белая пешка · h2 белая пешка · a1 белый ферзь · b1 белая ладья · g1 белый король | a8 чёрная ладья · d8 чёрный ферзь · e8 чёрная ладья · g8 чёрный король · a7 чёрная пешка · b7 чёрная пешка · e7 чёрная пешка · h7 чёрная пешка · e6 чёрный слон · f6 чёрная пешка · g6 чёрная пешка · h6 белый слон · a5 чёрный конь · d5 белая пешка · e4 белая пешка · d3 белый слон · f3 белая пешка · a2 белая пешка · e2 белый конь · g2 белая пешка · h2 белая пешка · a1 белый ферзь · b1 белая ладья · g1 белый король | 8 |
| 7 | a8 чёрная ладья · d8 чёрный ферзь · e8 чёрная ладья · g8 чёрный король · a7 чёрная пешка · b7 чёрная пешка · e7 чёрная пешка · h7 чёрная пешка · e6 чёрный слон · f6 чёрная пешка · g6 чёрная пешка · h6 белый слон · a5 чёрный конь · d5 белая пешка · e4 белая пешка · d3 белый слон · f3 белая пешка · a2 белая пешка · e2 белый конь · g2 белая пешка · h2 белая пешка · a1 белый ферзь · b1 белая ладья · g1 белый король | a8 чёрная ладья · d8 чёрный ферзь · e8 чёрная ладья · g8 чёрный король · a7 чёрная пешка · b7 чёрная пешка · e7 чёрная пешка · h7 чёрная пешка · e6 чёрный слон · f6 чёрная пешка · g6 чёрная пешка · h6 белый слон · a5 чёрный конь · d5 белая пешка · e4 белая пешка · d3 белый слон · f3 белая пешка · a2 белая пешка · e2 белый конь · g2 белая пешка · h2 белая пешка · a1 белый ферзь · b1 белая ладья · g1 белый король | a8 чёрная ладья · d8 чёрный ферзь · e8 чёрная ладья · g8 чёрный король · a7 чёрная пешка · b7 чёрная пешка · e7 чёрная пешка · h7 чёрная пешка · e6 чёрный слон · f6 чёрная пешка · g6 чёрная пешка · h6 белый слон · a5 чёрный конь · d5 белая пешка · e4 белая пешка · d3 белый слон · f3 белая пешка · a2 белая пешка · e2 белый конь · g2 белая пешка · h2 белая пешка · a1 белый ферзь · b1 белая ладья · g1 белый король | a8 чёрная ладья · d8 чёрный ферзь · e8 чёрная ладья · g8 чёрный король · a7 чёрная пешка · b7 чёрная пешка · e7 чёрная пешка · h7 чёрная пешка · e6 чёрный слон · f6 чёрная пешка · g6 чёрная пешка · h6 белый слон · a5 чёрный конь · d5 белая пешка · e4 белая пешка · d3 белый слон · f3 белая пешка · a2 белая пешка · e2 белый конь · g2 белая пешка · h2 белая пешка · a1 белый ферзь · b1 белая ладья · g1 белый король | a8 чёрная ладья · d8 чёрный ферзь · e8 чёрная ладья · g8 чёрный король · a7 чёрная пешка · b7 чёрная пешка · e7 чёрная пешка · h7 чёрная пешка · e6 чёрный слон · f6 чёрная пешка · g6 чёрная пешка · h6 белый слон · a5 чёрный конь · d5 белая пешка · e4 белая пешка · d3 белый слон · f3 белая пешка · a2 белая пешка · e2 белый конь · g2 белая пешка · h2 белая пешка · a1 белый ферзь · b1 белая ладья · g1 белый король | a8 чёрная ладья · d8 чёрный ферзь · e8 чёрная ладья · g8 чёрный король · a7 чёрная пешка · b7 чёрная пешка · e7 чёрная пешка · h7 чёрная пешка · e6 чёрный слон · f6 чёрная пешка · g6 чёрная пешка · h6 белый слон · a5 чёрный конь · d5 белая пешка · e4 белая пешка · d3 белый слон · f3 белая пешка · a2 белая пешка · e2 белый конь · g2 белая пешка · h2 белая пешка · a1 белый ферзь · b1 белая ладья · g1 белый король | a8 чёрная ладья · d8 чёрный ферзь · e8 чёрная ладья · g8 чёрный король · a7 чёрная пешка · b7 чёрная пешка · e7 чёрная пешка · h7 чёрная пешка · e6 чёрный слон · f6 чёрная пешка · g6 чёрная пешка · h6 белый слон · a5 чёрный конь · d5 белая пешка · e4 белая пешка · d3 белый слон · f3 белая пешка · a2 белая пешка · e2 белый конь · g2 белая пешка · h2 белая пешка · a1 белый ферзь · b1 белая ладья · g1 белый король | a8 чёрная ладья · d8 чёрный ферзь · e8 чёрная ладья · g8 чёрный король · a7 чёрная пешка · b7 чёрная пешка · e7 чёрная пешка · h7 чёрная пешка · e6 чёрный слон · f6 чёрная пешка · g6 чёрная пешка · h6 белый слон · a5 чёрный конь · d5 белая пешка · e4 белая пешка · d3 белый слон · f3 белая пешка · a2 белая пешка · e2 белый конь · g2 белая пешка · h2 белая пешка · a1 белый ферзь · b1 белая ладья · g1 белый король | 7 |
| 6 | a8 чёрная ладья · d8 чёрный ферзь · e8 чёрная ладья · g8 чёрный король · a7 чёрная пешка · b7 чёрная пешка · e7 чёрная пешка · h7 чёрная пешка · e6 чёрный слон · f6 чёрная пешка · g6 чёрная пешка · h6 белый слон · a5 чёрный конь · d5 белая пешка · e4 белая пешка · d3 белый слон · f3 белая пешка · a2 белая пешка · e2 белый конь · g2 белая пешка · h2 белая пешка · a1 белый ферзь · b1 белая ладья · g1 белый король | a8 чёрная ладья · d8 чёрный ферзь · e8 чёрная ладья · g8 чёрный король · a7 чёрная пешка · b7 чёрная пешка · e7 чёрная пешка · h7 чёрная пешка · e6 чёрный слон · f6 чёрная пешка · g6 чёрная пешка · h6 белый слон · a5 чёрный конь · d5 белая пешка · e4 белая пешка · d3 белый слон · f3 белая пешка · a2 белая пешка · e2 белый конь · g2 белая пешка · h2 белая пешка · a1 белый ферзь · b1 белая ладья · g1 белый король | a8 чёрная ладья · d8 чёрный ферзь · e8 чёрная ладья · g8 чёрный король · a7 чёрная пешка · b7 чёрная пешка · e7 чёрная пешка · h7 чёрная пешка · e6 чёрный слон · f6 чёрная пешка · g6 чёрная пешка · h6 белый слон · a5 чёрный конь · d5 белая пешка · e4 белая пешка · d3 белый слон · f3 белая пешка · a2 белая пешка · e2 белый конь · g2 белая пешка · h2 белая пешка · a1 белый ферзь · b1 белая ладья · g1 белый король | a8 чёрная ладья · d8 чёрный ферзь · e8 чёрная ладья · g8 чёрный король · a7 чёрная пешка · b7 чёрная пешка · e7 чёрная пешка · h7 чёрная пешка · e6 чёрный слон · f6 чёрная пешка · g6 чёрная пешка · h6 белый слон · a5 чёрный конь · d5 белая пешка · e4 белая пешка · d3 белый слон · f3 белая пешка · a2 белая пешка · e2 белый конь · g2 белая пешка · h2 белая пешка · a1 белый ферзь · b1 белая ладья · g1 белый король | a8 чёрная ладья · d8 чёрный ферзь · e8 чёрная ладья · g8 чёрный король · a7 чёрная пешка · b7 чёрная пешка · e7 чёрная пешка · h7 чёрная пешка · e6 чёрный слон · f6 чёрная пешка · g6 чёрная пешка · h6 белый слон · a5 чёрный конь · d5 белая пешка · e4 белая пешка · d3 белый слон · f3 белая пешка · a2 белая пешка · e2 белый конь · g2 белая пешка · h2 белая пешка · a1 белый ферзь · b1 белая ладья · g1 белый король | a8 чёрная ладья · d8 чёрный ферзь · e8 чёрная ладья · g8 чёрный король · a7 чёрная пешка · b7 чёрная пешка · e7 чёрная пешка · h7 чёрная пешка · e6 чёрный слон · f6 чёрная пешка · g6 чёрная пешка · h6 белый слон · a5 чёрный конь · d5 белая пешка · e4 белая пешка · d3 белый слон · f3 белая пешка · a2 белая пешка · e2 белый конь · g2 белая пешка · h2 белая пешка · a1 белый ферзь · b1 белая ладья · g1 белый король | a8 чёрная ладья · d8 чёрный ферзь · e8 чёрная ладья · g8 чёрный король · a7 чёрная пешка · b7 чёрная пешка · e7 чёрная пешка · h7 чёрная пешка · e6 чёрный слон · f6 чёрная пешка · g6 чёрная пешка · h6 белый слон · a5 чёрный конь · d5 белая пешка · e4 белая пешка · d3 белый слон · f3 белая пешка · a2 белая пешка · e2 белый конь · g2 белая пешка · h2 белая пешка · a1 белый ферзь · b1 белая ладья · g1 белый король | a8 чёрная ладья · d8 чёрный ферзь · e8 чёрная ладья · g8 чёрный король · a7 чёрная пешка · b7 чёрная пешка · e7 чёрная пешка · h7 чёрная пешка · e6 чёрный слон · f6 чёрная пешка · g6 чёрная пешка · h6 белый слон · a5 чёрный конь · d5 белая пешка · e4 белая пешка · d3 белый слон · f3 белая пешка · a2 белая пешка · e2 белый конь · g2 белая пешка · h2 белая пешка · a1 белый ферзь · b1 белая ладья · g1 белый король | 6 |
| 5 | a8 чёрная ладья · d8 чёрный ферзь · e8 чёрная ладья · g8 чёрный король · a7 чёрная пешка · b7 чёрная пешка · e7 чёрная пешка · h7 чёрная пешка · e6 чёрный слон · f6 чёрная пешка · g6 чёрная пешка · h6 белый слон · a5 чёрный конь · d5 белая пешка · e4 белая пешка · d3 белый слон · f3 белая пешка · a2 белая пешка · e2 белый конь · g2 белая пешка · h2 белая пешка · a1 белый ферзь · b1 белая ладья · g1 белый король | a8 чёрная ладья · d8 чёрный ферзь · e8 чёрная ладья · g8 чёрный король · a7 чёрная пешка · b7 чёрная пешка · e7 чёрная пешка · h7 чёрная пешка · e6 чёрный слон · f6 чёрная пешка · g6 чёрная пешка · h6 белый слон · a5 чёрный конь · d5 белая пешка · e4 белая пешка · d3 белый слон · f3 белая пешка · a2 белая пешка · e2 белый конь · g2 белая пешка · h2 белая пешка · a1 белый ферзь · b1 белая ладья · g1 белый король | a8 чёрная ладья · d8 чёрный ферзь · e8 чёрная ладья · g8 чёрный король · a7 чёрная пешка · b7 чёрная пешка · e7 чёрная пешка · h7 чёрная пешка · e6 чёрный слон · f6 чёрная пешка · g6 чёрная пешка · h6 белый слон · a5 чёрный конь · d5 белая пешка · e4 белая пешка · d3 белый слон · f3 белая пешка · a2 белая пешка · e2 белый конь · g2 белая пешка · h2 белая пешка · a1 белый ферзь · b1 белая ладья · g1 белый король | a8 чёрная ладья · d8 чёрный ферзь · e8 чёрная ладья · g8 чёрный король · a7 чёрная пешка · b7 чёрная пешка · e7 чёрная пешка · h7 чёрная пешка · e6 чёрный слон · f6 чёрная пешка · g6 чёрная пешка · h6 белый слон · a5 чёрный конь · d5 белая пешка · e4 белая пешка · d3 белый слон · f3 белая пешка · a2 белая пешка · e2 белый конь · g2 белая пешка · h2 белая пешка · a1 белый ферзь · b1 белая ладья · g1 белый король | a8 чёрная ладья · d8 чёрный ферзь · e8 чёрная ладья · g8 чёрный король · a7 чёрная пешка · b7 чёрная пешка · e7 чёрная пешка · h7 чёрная пешка · e6 чёрный слон · f6 чёрная пешка · g6 чёрная пешка · h6 белый слон · a5 чёрный конь · d5 белая пешка · e4 белая пешка · d3 белый слон · f3 белая пешка · a2 белая пешка · e2 белый конь · g2 белая пешка · h2 белая пешка · a1 белый ферзь · b1 белая ладья · g1 белый король | a8 чёрная ладья · d8 чёрный ферзь · e8 чёрная ладья · g8 чёрный король · a7 чёрная пешка · b7 чёрная пешка · e7 чёрная пешка · h7 чёрная пешка · e6 чёрный слон · f6 чёрная пешка · g6 чёрная пешка · h6 белый слон · a5 чёрный конь · d5 белая пешка · e4 белая пешка · d3 белый слон · f3 белая пешка · a2 белая пешка · e2 белый конь · g2 белая пешка · h2 белая пешка · a1 белый ферзь · b1 белая ладья · g1 белый король | a8 чёрная ладья · d8 чёрный ферзь · e8 чёрная ладья · g8 чёрный король · a7 чёрная пешка · b7 чёрная пешка · e7 чёрная пешка · h7 чёрная пешка · e6 чёрный слон · f6 чёрная пешка · g6 чёрная пешка · h6 белый слон · a5 чёрный конь · d5 белая пешка · e4 белая пешка · d3 белый слон · f3 белая пешка · a2 белая пешка · e2 белый конь · g2 белая пешка · h2 белая пешка · a1 белый ферзь · b1 белая ладья · g1 белый король | a8 чёрная ладья · d8 чёрный ферзь · e8 чёрная ладья · g8 чёрный король · a7 чёрная пешка · b7 чёрная пешка · e7 чёрная пешка · h7 чёрная пешка · e6 чёрный слон · f6 чёрная пешка · g6 чёрная пешка · h6 белый слон · a5 чёрный конь · d5 белая пешка · e4 белая пешка · d3 белый слон · f3 белая пешка · a2 белая пешка · e2 белый конь · g2 белая пешка · h2 белая пешка · a1 белый ферзь · b1 белая ладья · g1 белый король | 5 |
| 4 | a8 чёрная ладья · d8 чёрный ферзь · e8 чёрная ладья · g8 чёрный король · a7 чёрная пешка · b7 чёрная пешка · e7 чёрная пешка · h7 чёрная пешка · e6 чёрный слон · f6 чёрная пешка · g6 чёрная пешка · h6 белый слон · a5 чёрный конь · d5 белая пешка · e4 белая пешка · d3 белый слон · f3 белая пешка · a2 белая пешка · e2 белый конь · g2 белая пешка · h2 белая пешка · a1 белый ферзь · b1 белая ладья · g1 белый король | a8 чёрная ладья · d8 чёрный ферзь · e8 чёрная ладья · g8 чёрный король · a7 чёрная пешка · b7 чёрная пешка · e7 чёрная пешка · h7 чёрная пешка · e6 чёрный слон · f6 чёрная пешка · g6 чёрная пешка · h6 белый слон · a5 чёрный конь · d5 белая пешка · e4 белая пешка · d3 белый слон · f3 белая пешка · a2 белая пешка · e2 белый конь · g2 белая пешка · h2 белая пешка · a1 белый ферзь · b1 белая ладья · g1 белый король | a8 чёрная ладья · d8 чёрный ферзь · e8 чёрная ладья · g8 чёрный король · a7 чёрная пешка · b7 чёрная пешка · e7 чёрная пешка · h7 чёрная пешка · e6 чёрный слон · f6 чёрная пешка · g6 чёрная пешка · h6 белый слон · a5 чёрный конь · d5 белая пешка · e4 белая пешка · d3 белый слон · f3 белая пешка · a2 белая пешка · e2 белый конь · g2 белая пешка · h2 белая пешка · a1 белый ферзь · b1 белая ладья · g1 белый король | a8 чёрная ладья · d8 чёрный ферзь · e8 чёрная ладья · g8 чёрный король · a7 чёрная пешка · b7 чёрная пешка · e7 чёрная пешка · h7 чёрная пешка · e6 чёрный слон · f6 чёрная пешка · g6 чёрная пешка · h6 белый слон · a5 чёрный конь · d5 белая пешка · e4 белая пешка · d3 белый слон · f3 белая пешка · a2 белая пешка · e2 белый конь · g2 белая пешка · h2 белая пешка · a1 белый ферзь · b1 белая ладья · g1 белый король | a8 чёрная ладья · d8 чёрный ферзь · e8 чёрная ладья · g8 чёрный король · a7 чёрная пешка · b7 чёрная пешка · e7 чёрная пешка · h7 чёрная пешка · e6 чёрный слон · f6 чёрная пешка · g6 чёрная пешка · h6 белый слон · a5 чёрный конь · d5 белая пешка · e4 белая пешка · d3 белый слон · f3 белая пешка · a2 белая пешка · e2 белый конь · g2 белая пешка · h2 белая пешка · a1 белый ферзь · b1 белая ладья · g1 белый король | a8 чёрная ладья · d8 чёрный ферзь · e8 чёрная ладья · g8 чёрный король · a7 чёрная пешка · b7 чёрная пешка · e7 чёрная пешка · h7 чёрная пешка · e6 чёрный слон · f6 чёрная пешка · g6 чёрная пешка · h6 белый слон · a5 чёрный конь · d5 белая пешка · e4 белая пешка · d3 белый слон · f3 белая пешка · a2 белая пешка · e2 белый конь · g2 белая пешка · h2 белая пешка · a1 белый ферзь · b1 белая ладья · g1 белый король | a8 чёрная ладья · d8 чёрный ферзь · e8 чёрная ладья · g8 чёрный король · a7 чёрная пешка · b7 чёрная пешка · e7 чёрная пешка · h7 чёрная пешка · e6 чёрный слон · f6 чёрная пешка · g6 чёрная пешка · h6 белый слон · a5 чёрный конь · d5 белая пешка · e4 белая пешка · d3 белый слон · f3 белая пешка · a2 белая пешка · e2 белый конь · g2 белая пешка · h2 белая пешка · a1 белый ферзь · b1 белая ладья · g1 белый король | a8 чёрная ладья · d8 чёрный ферзь · e8 чёрная ладья · g8 чёрный король · a7 чёрная пешка · b7 чёрная пешка · e7 чёрная пешка · h7 чёрная пешка · e6 чёрный слон · f6 чёрная пешка · g6 чёрная пешка · h6 белый слон · a5 чёрный конь · d5 белая пешка · e4 белая пешка · d3 белый слон · f3 белая пешка · a2 белая пешка · e2 белый конь · g2 белая пешка · h2 белая пешка · a1 белый ферзь · b1 белая ладья · g1 белый король | 4 |
| 3 | a8 чёрная ладья · d8 чёрный ферзь · e8 чёрная ладья · g8 чёрный король · a7 чёрная пешка · b7 чёрная пешка · e7 чёрная пешка · h7 чёрная пешка · e6 чёрный слон · f6 чёрная пешка · g6 чёрная пешка · h6 белый слон · a5 чёрный конь · d5 белая пешка · e4 белая пешка · d3 белый слон · f3 белая пешка · a2 белая пешка · e2 белый конь · g2 белая пешка · h2 белая пешка · a1 белый ферзь · b1 белая ладья · g1 белый король | a8 чёрная ладья · d8 чёрный ферзь · e8 чёрная ладья · g8 чёрный король · a7 чёрная пешка · b7 чёрная пешка · e7 чёрная пешка · h7 чёрная пешка · e6 чёрный слон · f6 чёрная пешка · g6 чёрная пешка · h6 белый слон · a5 чёрный конь · d5 белая пешка · e4 белая пешка · d3 белый слон · f3 белая пешка · a2 белая пешка · e2 белый конь · g2 белая пешка · h2 белая пешка · a1 белый ферзь · b1 белая ладья · g1 белый король | a8 чёрная ладья · d8 чёрный ферзь · e8 чёрная ладья · g8 чёрный король · a7 чёрная пешка · b7 чёрная пешка · e7 чёрная пешка · h7 чёрная пешка · e6 чёрный слон · f6 чёрная пешка · g6 чёрная пешка · h6 белый слон · a5 чёрный конь · d5 белая пешка · e4 белая пешка · d3 белый слон · f3 белая пешка · a2 белая пешка · e2 белый конь · g2 белая пешка · h2 белая пешка · a1 белый ферзь · b1 белая ладья · g1 белый король | a8 чёрная ладья · d8 чёрный ферзь · e8 чёрная ладья · g8 чёрный король · a7 чёрная пешка · b7 чёрная пешка · e7 чёрная пешка · h7 чёрная пешка · e6 чёрный слон · f6 чёрная пешка · g6 чёрная пешка · h6 белый слон · a5 чёрный конь · d5 белая пешка · e4 белая пешка · d3 белый слон · f3 белая пешка · a2 белая пешка · e2 белый конь · g2 белая пешка · h2 белая пешка · a1 белый ферзь · b1 белая ладья · g1 белый король | a8 чёрная ладья · d8 чёрный ферзь · e8 чёрная ладья · g8 чёрный король · a7 чёрная пешка · b7 чёрная пешка · e7 чёрная пешка · h7 чёрная пешка · e6 чёрный слон · f6 чёрная пешка · g6 чёрная пешка · h6 белый слон · a5 чёрный конь · d5 белая пешка · e4 белая пешка · d3 белый слон · f3 белая пешка · a2 белая пешка · e2 белый конь · g2 белая пешка · h2 белая пешка · a1 белый ферзь · b1 белая ладья · g1 белый король | a8 чёрная ладья · d8 чёрный ферзь · e8 чёрная ладья · g8 чёрный король · a7 чёрная пешка · b7 чёрная пешка · e7 чёрная пешка · h7 чёрная пешка · e6 чёрный слон · f6 чёрная пешка · g6 чёрная пешка · h6 белый слон · a5 чёрный конь · d5 белая пешка · e4 белая пешка · d3 белый слон · f3 белая пешка · a2 белая пешка · e2 белый конь · g2 белая пешка · h2 белая пешка · a1 белый ферзь · b1 белая ладья · g1 белый король | a8 чёрная ладья · d8 чёрный ферзь · e8 чёрная ладья · g8 чёрный король · a7 чёрная пешка · b7 чёрная пешка · e7 чёрная пешка · h7 чёрная пешка · e6 чёрный слон · f6 чёрная пешка · g6 чёрная пешка · h6 белый слон · a5 чёрный конь · d5 белая пешка · e4 белая пешка · d3 белый слон · f3 белая пешка · a2 белая пешка · e2 белый конь · g2 белая пешка · h2 белая пешка · a1 белый ферзь · b1 белая ладья · g1 белый король | a8 чёрная ладья · d8 чёрный ферзь · e8 чёрная ладья · g8 чёрный король · a7 чёрная пешка · b7 чёрная пешка · e7 чёрная пешка · h7 чёрная пешка · e6 чёрный слон · f6 чёрная пешка · g6 чёрная пешка · h6 белый слон · a5 чёрный конь · d5 белая пешка · e4 белая пешка · d3 белый слон · f3 белая пешка · a2 белая пешка · e2 белый конь · g2 белая пешка · h2 белая пешка · a1 белый ферзь · b1 белая ладья · g1 белый король | 3 |
| 2 | a8 чёрная ладья · d8 чёрный ферзь · e8 чёрная ладья · g8 чёрный король · a7 чёрная пешка · b7 чёрная пешка · e7 чёрная пешка · h7 чёрная пешка · e6 чёрный слон · f6 чёрная пешка · g6 чёрная пешка · h6 белый слон · a5 чёрный конь · d5 белая пешка · e4 белая пешка · d3 белый слон · f3 белая пешка · a2 белая пешка · e2 белый конь · g2 белая пешка · h2 белая пешка · a1 белый ферзь · b1 белая ладья · g1 белый король | a8 чёрная ладья · d8 чёрный ферзь · e8 чёрная ладья · g8 чёрный король · a7 чёрная пешка · b7 чёрная пешка · e7 чёрная пешка · h7 чёрная пешка · e6 чёрный слон · f6 чёрная пешка · g6 чёрная пешка · h6 белый слон · a5 чёрный конь · d5 белая пешка · e4 белая пешка · d3 белый слон · f3 белая пешка · a2 белая пешка · e2 белый конь · g2 белая пешка · h2 белая пешка · a1 белый ферзь · b1 белая ладья · g1 белый король | a8 чёрная ладья · d8 чёрный ферзь · e8 чёрная ладья · g8 чёрный король · a7 чёрная пешка · b7 чёрная пешка · e7 чёрная пешка · h7 чёрная пешка · e6 чёрный слон · f6 чёрная пешка · g6 чёрная пешка · h6 белый слон · a5 чёрный конь · d5 белая пешка · e4 белая пешка · d3 белый слон · f3 белая пешка · a2 белая пешка · e2 белый конь · g2 белая пешка · h2 белая пешка · a1 белый ферзь · b1 белая ладья · g1 белый король | a8 чёрная ладья · d8 чёрный ферзь · e8 чёрная ладья · g8 чёрный король · a7 чёрная пешка · b7 чёрная пешка · e7 чёрная пешка · h7 чёрная пешка · e6 чёрный слон · f6 чёрная пешка · g6 чёрная пешка · h6 белый слон · a5 чёрный конь · d5 белая пешка · e4 белая пешка · d3 белый слон · f3 белая пешка · a2 белая пешка · e2 белый конь · g2 белая пешка · h2 белая пешка · a1 белый ферзь · b1 белая ладья · g1 белый король | a8 чёрная ладья · d8 чёрный ферзь · e8 чёрная ладья · g8 чёрный король · a7 чёрная пешка · b7 чёрная пешка · e7 чёрная пешка · h7 чёрная пешка · e6 чёрный слон · f6 чёрная пешка · g6 чёрная пешка · h6 белый слон · a5 чёрный конь · d5 белая пешка · e4 белая пешка · d3 белый слон · f3 белая пешка · a2 белая пешка · e2 белый конь · g2 белая пешка · h2 белая пешка · a1 белый ферзь · b1 белая ладья · g1 белый король | a8 чёрная ладья · d8 чёрный ферзь · e8 чёрная ладья · g8 чёрный король · a7 чёрная пешка · b7 чёрная пешка · e7 чёрная пешка · h7 чёрная пешка · e6 чёрный слон · f6 чёрная пешка · g6 чёрная пешка · h6 белый слон · a5 чёрный конь · d5 белая пешка · e4 белая пешка · d3 белый слон · f3 белая пешка · a2 белая пешка · e2 белый конь · g2 белая пешка · h2 белая пешка · a1 белый ферзь · b1 белая ладья · g1 белый король | a8 чёрная ладья · d8 чёрный ферзь · e8 чёрная ладья · g8 чёрный король · a7 чёрная пешка · b7 чёрная пешка · e7 чёрная пешка · h7 чёрная пешка · e6 чёрный слон · f6 чёрная пешка · g6 чёрная пешка · h6 белый слон · a5 чёрный конь · d5 белая пешка · e4 белая пешка · d3 белый слон · f3 белая пешка · a2 белая пешка · e2 белый конь · g2 белая пешка · h2 белая пешка · a1 белый ферзь · b1 белая ладья · g1 белый король | a8 чёрная ладья · d8 чёрный ферзь · e8 чёрная ладья · g8 чёрный король · a7 чёрная пешка · b7 чёрная пешка · e7 чёрная пешка · h7 чёрная пешка · e6 чёрный слон · f6 чёрная пешка · g6 чёрная пешка · h6 белый слон · a5 чёрный конь · d5 белая пешка · e4 белая пешка · d3 белый слон · f3 белая пешка · a2 белая пешка · e2 белый конь · g2 белая пешка · h2 белая пешка · a1 белый ферзь · b1 белая ладья · g1 белый король | 2 |
| 1 | a8 чёрная ладья · d8 чёрный ферзь · e8 чёрная ладья · g8 чёрный король · a7 чёрная пешка · b7 чёрная пешка · e7 чёрная пешка · h7 чёрная пешка · e6 чёрный слон · f6 чёрная пешка · g6 чёрная пешка · h6 белый слон · a5 чёрный конь · d5 белая пешка · e4 белая пешка · d3 белый слон · f3 белая пешка · a2 белая пешка · e2 белый конь · g2 белая пешка · h2 белая пешка · a1 белый ферзь · b1 белая ладья · g1 белый король | a8 чёрная ладья · d8 чёрный ферзь · e8 чёрная ладья · g8 чёрный король · a7 чёрная пешка · b7 чёрная пешка · e7 чёрная пешка · h7 чёрная пешка · e6 чёрный слон · f6 чёрная пешка · g6 чёрная пешка · h6 белый слон · a5 чёрный конь · d5 белая пешка · e4 белая пешка · d3 белый слон · f3 белая пешка · a2 белая пешка · e2 белый конь · g2 белая пешка · h2 белая пешка · a1 белый ферзь · b1 белая ладья · g1 белый король | a8 чёрная ладья · d8 чёрный ферзь · e8 чёрная ладья · g8 чёрный король · a7 чёрная пешка · b7 чёрная пешка · e7 чёрная пешка · h7 чёрная пешка · e6 чёрный слон · f6 чёрная пешка · g6 чёрная пешка · h6 белый слон · a5 чёрный конь · d5 белая пешка · e4 белая пешка · d3 белый слон · f3 белая пешка · a2 белая пешка · e2 белый конь · g2 белая пешка · h2 белая пешка · a1 белый ферзь · b1 белая ладья · g1 белый король | a8 чёрная ладья · d8 чёрный ферзь · e8 чёрная ладья · g8 чёрный король · a7 чёрная пешка · b7 чёрная пешка · e7 чёрная пешка · h7 чёрная пешка · e6 чёрный слон · f6 чёрная пешка · g6 чёрная пешка · h6 белый слон · a5 чёрный конь · d5 белая пешка · e4 белая пешка · d3 белый слон · f3 белая пешка · a2 белая пешка · e2 белый конь · g2 белая пешка · h2 белая пешка · a1 белый ферзь · b1 белая ладья · g1 белый король | a8 чёрная ладья · d8 чёрный ферзь · e8 чёрная ладья · g8 чёрный король · a7 чёрная пешка · b7 чёрная пешка · e7 чёрная пешка · h7 чёрная пешка · e6 чёрный слон · f6 чёрная пешка · g6 чёрная пешка · h6 белый слон · a5 чёрный конь · d5 белая пешка · e4 белая пешка · d3 белый слон · f3 белая пешка · a2 белая пешка · e2 белый конь · g2 белая пешка · h2 белая пешка · a1 белый ферзь · b1 белая ладья · g1 белый король | a8 чёрная ладья · d8 чёрный ферзь · e8 чёрная ладья · g8 чёрный король · a7 чёрная пешка · b7 чёрная пешка · e7 чёрная пешка · h7 чёрная пешка · e6 чёрный слон · f6 чёрная пешка · g6 чёрная пешка · h6 белый слон · a5 чёрный конь · d5 белая пешка · e4 белая пешка · d3 белый слон · f3 белая пешка · a2 белая пешка · e2 белый конь · g2 белая пешка · h2 белая пешка · a1 белый ферзь · b1 белая ладья · g1 белый король | a8 чёрная ладья · d8 чёрный ферзь · e8 чёрная ладья · g8 чёрный король · a7 чёрная пешка · b7 чёрная пешка · e7 чёрная пешка · h7 чёрная пешка · e6 чёрный слон · f6 чёрная пешка · g6 чёрная пешка · h6 белый слон · a5 чёрный конь · d5 белая пешка · e4 белая пешка · d3 белый слон · f3 белая пешка · a2 белая пешка · e2 белый конь · g2 белая пешка · h2 белая пешка · a1 белый ферзь · b1 белая ладья · g1 белый король | a8 чёрная ладья · d8 чёрный ферзь · e8 чёрная ладья · g8 чёрный король · a7 чёрная пешка · b7 чёрная пешка · e7 чёрная пешка · h7 чёрная пешка · e6 чёрный слон · f6 чёрная пешка · g6 чёрная пешка · h6 белый слон · a5 чёрный конь · d5 белая пешка · e4 белая пешка · d3 белый слон · f3 белая пешка · a2 белая пешка · e2 белый конь · g2 белая пешка · h2 белая пешка · a1 белый ферзь · b1 белая ладья · g1 белый король | 1 |
|   | a | b | c | d | e | f | g | h |   |

Константин Ботез (рум. Constantin Botez, род. 13 июня 1935) — румынский шахматист, мастер ФИДЕ.
Многократный участник чемпионатов Румынии.
В составе сборной Румынии участник шахматной олимпиады, командного первенства Европы и двух командных первенств мира среди студентов.
Также известен как теоретик. Ему принадлежит анализ, на основании которого был забракован один из вариантов атаки Сокольского в защите Грюнфельда.
После обычных ходов 1. d4 Кf6 2. c4 g6 3. Кc3 d5 4. cd К:d5 5. e4 К:c3 6. bc Сg7 7. Сc4 0-0 8. Кe2 c5 9. 0-0 cd 10. cd Кc6 11. Сe3 Сg4 12. f3 Кa5 13. Сd3 Сe6 14. d5 С:a1 15. Ф:a1 f6 16. Сh6 Лe8 гроссмейстер С. М. Флор предложил ход 17. Лb1 с угрозой 18. Сb5 (см. диаграмму). Согласно анализу Ботеза, черным нужно играть 17… a6. По мнению чемпиона мира М. М. Ботвинника, после 18. Фd4 Сf7 19. f4 Лc8 20. f5 b5 21. fg hg 22. a4 Кc4 23. ab ab 24. Л:b5 Кe5 у черных несколько лучшие шансы.

## Спортивные результаты
| Год  | Город     | Соревнование                                             | + | − | =  | Результат | Место |
| ---- | --------- | -------------------------------------------------------- | - | - | -- | --------- | ----- |
| 1957 | Рейкьявик | Командное первенство мира среди студентов                |   |   |    |           |       |
| 1960 | Ленинград | Командное первенство мира среди студентов                |   |   |    |           |       |
| 1961 | Бухарест  | Чемпионат Румынии                                        | 4 | 6 | 9  | 8½ из 19  | 12—14 |
| 1964 | Синая     | Полуфинал командного первенства Европы                   | 0 | 0 | 6  | 3 из 6    |       |
|      | Тель-Авив | XVI Олимпиада (сборная Румынии, 2-й запасной)            | 1 | 0 | 2  | 2 из 3    |       |
| 1965 | Гамбург   | Командное первенство Европы (сборная Румынии, 9-я доска) | 1 | 3 | 5  | 3½ из 9   |       |
| 1968 | Бухарест  | Чемпионат Румынии                                        | 2 | 2 | 15 | 9½ из 19  | 9—13  |
| 1973 | Бухарест  | Чемпионат Румынии                                        |   |   |    |           | [ 4 ] |
| 1975 | Синая     | Чемпионат Румынии                                        |   |   |    |           | [ 2 ] |
| 1976 | Тимишоара | Чемпионат Румынии                                        | 2 | 4 | 9  | 6½ из 15  | 11—13 |

## Изменения рейтинга
| Графики недоступны из-за технических проблем. См. информацию на Фабрикаторе и на mediawiki.org. |